# Crinia parinsignifera
Crinia parinsignifera är en groddjursart som beskrevs av Main 1957. Crinia parinsignifera ingår i släktet Crinia och familjen Myobatrachidae. IUCN kategoriserar arten globalt som livskraftig. Inga underarter finns listade i Catalogue of Life.